# ارتور يسيبوف
ارتور يسيبوف (بالألمانية: Artur Jussupow) (و. 1960  م) هو لاعب شطرنج، وكاتب، وchess teacher ‏ ألماني، ولد في موسكو، شارك في أولمبياد الشطرنج الـ25 ‏، وأولمبياد الشطرنج الـ31 ‏، وأولمبياد الشطرنج 1996، وأولمبياد الشطرنج 1998، وأولمبياد الشطرنج 2000، وأولمبياد الشطرنج الـ29 ‏، وأولمبياد الشطرنج الـ27 ‏، وأولمبياد الشطرنج الـ28 ‏، وأولمبياد الشطرنج الـ26 ‏، وأولمبياد الشطرنج 2006.

## التعليم
تعلم في MSU Faculty of Economics ‏
.

## جوائز
حصل على جوائز منها:
- ميدالية العمالة المبهرة  [لغات أخرى]‏
- جائزة سيد الرياضة السوفيتي التشريفية  [لغات أخرى]‏

## روابط خارجية
- ارتور يسيبوف على موقع الاتحاد الدولي للشطرنج (الإنجليزية)
- ارتور يسيبوف على موقع مباريات الشطرنج (الإنجليزية)
- ارتور يسيبوف على موقع 365Chess.com (الإنجليزية)
- ارتور يسيبوف على موقع Chesstempo.com (الإنجليزية)
- ارتور يسيبوف على موقع الاتحاد الأمريكي للشطرنج (الإنجليزية)
- ارتور يسيبوف سجل أولمبياد الشطرنج على موقع OlimpBase.org (الإنجليزية)
- ارتور يسيبوف على موقع AS.com (الإسبانية)